# Anubis II
Anubis II (читается как Анубис Второй, так как игра не является сиквелом) — видеоигра в жанре Action-adventure, разработанная британской компанией Metro3D, версия для Wii была создана Data Design Interactive. Релиз состоялся в 2005 году.
В Соединённых Штатах Америки распространением игры занималась компания.

## Сюжет
Игрок управляет Анубисом, защитником Подземного Царства, который должен спасти Египет от проклятия, погрузившего страну в хаос. Анубис может бить врагов Скипетром бога Ра (англ. Scepter of Ra), прыгать противникам на головы и бросать бомбы в виде канопы.
Одним из противников в игре выступают злые духи в форме маленьких пирамидок, сильно напоминающие Гумбу из серии игр Mario. Среди других врагов в игре можно отметить мумий, ос и жук-скарабей, которые добавляют игре атмосферу Египта.
Финальный босс игры — злодей Маммхотеп (англ. Mumm'hotep).

## Отзывы
Anubis II получил преимущественно отрицательные отзывы критиков. Например, на сайте GameSpot игра была удостоена оценки 1.5/10, а на IGN — 2/10. Wii-версия была номинирована на антипремию Flat-Out Worst Game 2007 года.
Многие сравнивали Анубиса с игрой Ninjabread Man, имеющей аналогичные модели уровней, геймплей, музыкальное сопровождение и многое другое. Это связано с тем, что обе игры используют движок GODS, разработанный Data Design Interactive.